# Rhipidantha chlorantha
Rhipidantha chlorantha är en måreväxtart som först beskrevs av Karl Moritz Schumann, och fick sitt nu gällande namn av Cornelis Eliza Bertus Bremekamp. Rhipidantha chlorantha ingår i släktet Rhipidantha och familjen måreväxter. Inga underarter finns listade i Catalogue of Life.